# Madelon Beek
Madelon Beek (Bussum, 28 maart 1970) is een Nederlandse softbalspeler en softbalcoach.
Beek kwam tot 2008 uit in de hoofdklasse voor het eerste damesteam van HCAW en was tevens jarenlang international van het Nederlands damessoftbalteam. Ze nam met dit team deel aan de Olympische Spelen van 1996 in Atlanta als korte stop waar ze met het team de zevende plaats behaalde. Ook de zus van Beek, Petra Beek was softbalinternational.
Momenteel is ze hoofdcoach van het eerste herensoftbalteam van de BSV de Zuidvogels uit Huizen dat uitkomt in de hoogste klasse van het Nederlandse softbal.

Beek werkt als ambtenaar bij de gemeente Almere als gebiedsspecialist voor de dienst Sociaal Domein. Ze is getrouwd en heeft twee kinderen.
Madelon Beek · 
Petra Beek · 
Luciène Geels · 
Jacqueline de Heer · 
Marjolein de Jong · 
Jacqueline Knol · 
Anita Kossen · 
Anouk Mels · 
Sandra Nieuwveen · 
Penny le Noble · 
Corrine Ockhuijsen · 
Sonja Pannen · 
Marlies van der Putten · 
Gonny Reijnen · 
Martine Stiemer